# Partecipanti alla Freccia Vallone 2021
Elenco dei partecipanti alla Freccia Vallone 2021.
La Freccia Vallone 2021 è stata l'ottantacinquesima edizione della corsa. Alla competizione presero parte 25 squadre: le 19 con licenza UCI World Tour 2021 e 6 UCI ProTeam.
Ciascuna delle squadre è composta da sette ciclisti, per un totale di 175 accreditati alla partenza.

## Corridori per squadra
Nota: R ritirato, NP non partito, FT fuori tempo, SQ squalificato
| UAE Team Emirates  | UAE Team Emirates    | UAE Team Emirates  | AG2R Citroën Team  | AG2R Citroën Team      | AG2R Citroën Team  | Israel Start-Up Nation             | Israel Start-Up Nation             | Israel Start-Up Nation             |
| ------------------ | -------------------- | ------------------ | ------------------ | ---------------------- | ------------------ | ---------------------------------- | ---------------------------------- | ---------------------------------- |
| N°                 | Ciclista             | Clas.              | N°                 | Ciclista               | Clas.              | N°                                 | Ciclista                           | Clas.                              |
| 1                  | Marc Hirschi         | NP                 | 11                 | Benoît Cosnefroy       | 18°                | 21                                 | Michael Woods                      | 4°                                 |
| 2                  | Tadej Pogačar        | NP                 | 12                 | C. Champoussin         | 45°                | 22                                 | Guillaume Boivin                   | 137°                               |
| 3                  | Rui Costa            | NP                 | 13                 | Stan Dewulf            | R                  | 23                                 | Reto Hollenstein                   | 114°                               |
| 4                  | Davide Formolo       | NP                 | 14                 | Dorian Godon           | 59°                | 24                                 | Daryl Impey                        | 52°                                |
| 5                  | Vegard Stake Laengen | NP                 | 15                 | Lawrence Naesen        | 113°               | 25                                 | Krists Neilands                    | 31°                                |
| 6                  | Jan Polanc           | NP                 | 16                 | Aurélien Paret-Peintre | 33°                | 26                                 | James Piccoli                      | 133°                               |
| 7                  | Diego Ulissi         | NP                 | 17                 | Michael Schär          | 123°               | 27                                 | Guy Sagiv                          | R                                  |
| Team Arkéa-Samsic  | Team Arkéa-Samsic    | Team Arkéa-Samsic  | EF Education-Nippo | EF Education-Nippo     | EF Education-Nippo | Deceuninck-Quick Step              | Deceuninck-Quick Step              | Deceuninck-Quick Step              |
| N°                 | Ciclista             | Clas.              | N°                 | Ciclista               | Clas.              | N°                                 | Ciclista                           | Clas.                              |
| 31                 | Warren Barguil       | 5°                 | 41                 | Sergio Higuita         | R                  | 51                                 | Julian Alaphilippe                 | 1°                                 |
| 32                 | Kévin Ledanois       | 124°               | 42                 | Jonathan Caicedo       | 55°                | 52                                 | Mattia Cattaneo                    | 71°                                |
| 33                 | Matis Louvel         | R                  | 43                 | Simon Carr             | 35°                | 53                                 | Josef Černý                        | R                                  |
| 34                 | Łukasz Owsian        | 75°                | 44                 | Lawson Craddock        | 98°                | 54                                 | Dries Devenyns                     | 80°                                |
| 35                 | Laurent Pichon       | 97°                | 45                 | Alex Howes             | 99°                | 55                                 | Mikkel Honoré                      | 42°                                |
| 36                 | Alan Riou            | 122°               | 46                 | Michael Valgren        | 46°                | 56                                 | James Knox                         | 63°                                |
| 37                 | Diego Rosa           | 106°               | 47                 | Hideto Nakane          | 110°               | 57                                 | Mauri Vansevenant                  | 27°                                |
| Ineos Grenadiers   | Ineos Grenadiers     | Ineos Grenadiers   | Bora-Hansgrohe     | Bora-Hansgrohe         | Bora-Hansgrohe     | Trek-Segafredo                     | Trek-Segafredo                     | Trek-Segafredo                     |
| N°                 | Ciclista             | Clas.              | N°                 | Ciclista               | Clas.              | N°                                 | Ciclista                           | Clas.                              |
| 61                 | Thomas Pidcock       | 6°                 | 71                 | Max Schachmann         | 10°                | 81                                 | Bauke Mollema                      | 11°                                |
| 62                 | Richard Carapaz      | 9°                 | 72                 | Cesare Benedetti       | 92°                | 82                                 | Julien Bernard                     | 40°                                |
| 63                 | Eddie Dunbar         | R                  | 73                 | Patrick Gamper         | 136°               | 83                                 | Nicola Conci                       | 30°                                |
| 64                 | Tao Geoghegan Hart   | 62°                | 74                 | Patrick Konrad         | 15°                | 84                                 | Niklas Eg                          | 116°                               |
| 65                 | Michał Kwiatkowski   | 23°                | 75                 | Jordi Meeus            | R                  | 85                                 | Alexander Kamp                     | 89°                                |
| 66                 | Luke Rowe            | 130°               | 76                 | Ide Schelling          | 85°                | 86                                 | Juan Pedro López                   | R                                  |
| 67                 | Adam Yates           | 20°                | 77                 | Andreas Schillinger    | R                  | 87                                 | Toms Skujiņš                       | 49°                                |
| Cofidis            | Cofidis              | Cofidis            | Groupama-FDJ       | Groupama-FDJ           | Groupama-FDJ       | Bingoal Pauwels Sauces WB          | Bingoal Pauwels Sauces WB          | Bingoal Pauwels Sauces WB          |
| N°                 | Ciclista             | Clas.              | N°                 | Ciclista               | Clas.              | N°                                 | Ciclista                           | Clas.                              |
| 91                 | Guillaume Martin     | 16°                | 101                | David Gaudu            | 7°                 | 111                                | Laurens Huys                       | 104°                               |
| 92                 | Fernando Barceló     | 34°                | 102                | Bruno Armirail         | 96°                | 112                                | Jelle Vanendert                    | 43°                                |
| 93                 | Rubén Fernández      | 60°                | 103                | William Bonnet         | R                  | 113                                | Rémy Mertz                         | 112°                               |
| 94                 | Simon Geschke        | 76°                | 104                | Matthieu Ladagnous     | 102°               | 114                                | Kenny Molly                        | R                                  |
| 95                 | Jesús Herrada        | 29°                | 105                | Valentin Madouas       | 86°                | 115                                | Mathijs Paasschens                 | 131°                               |
| 96                 | Victor Lafay         | R                  | 106                | Rudy Molard            | 44°                | 116                                | Tom Paquot                         | R                                  |
| 97                 | Anthony Perez        | 78°                | 107                | Romain Seigle          | 94°                | 117                                | Luc Wirtgen                        | 119°                               |
| Bahrain Victorious | Bahrain Victorious   | Bahrain Victorious | Team BikeExchange  | Team BikeExchange      | Team BikeExchange  | Astana-Premier Tech                | Astana-Premier Tech                | Astana-Premier Tech                |
| N°                 | Ciclista             | Clas.              | N°                 | Ciclista               | Clas.              | N°                                 | Ciclista                           | Clas.                              |
| 121                | Dylan Teuns          | 32°                | 131                | Michael Matthews       | 21°                | 141                                | Jakob Fuglsang                     | 17°                                |
| 122                | Eros Capecchi        | 132°               | 132                | Brent Bookwalter       | 74°                | 142                                | Alex Aranburu                      | 13°                                |
| 123                | Jack Haig            | 19°                | 133                | Esteban Chaves         | 8°                 | 143                                | Samuele Battistella                | R                                  |
| 124                | Matej Mohorič        | 57°                | 134                | Tsgabu Grmay           | 93°                | 144                                | Stefan de Bod                      | 73°                                |
| 125                | Wout Poels           | 22°                | 135                | Chris Juul Jensen      | 126°               | 145                                | Omar Fraile                        | 58°                                |
| 126                | Jan Tratnik          | 56°                | 136                | Barnabás Peák          | 139°               | 146                                | Hugo Houle                         | 127°                               |
| 127                | Stephen Williams     | R                  | 137                | Robert Stannard        | 48°                | 147                                | Aleksej Lucenko                    | 72°                                |
| Lotto Soudal       | Lotto Soudal         | Lotto Soudal       | Alpecin-Fenix      | Alpecin-Fenix          | Alpecin-Fenix      | Team Qhubeka Assos                 | Team Qhubeka Assos                 | Team Qhubeka Assos                 |
| N°                 | Ciclista             | Clas.              | N°                 | Ciclista               | Clas.              | N°                                 | Ciclista                           | Clas.                              |
| 151                | Tim Wellens          | 36°                | 161                | Louis Vervaeke         | 64°                | 171                                | Fabio Aru                          | 41°                                |
| 152                | Philippe Gilbert     | 70°                | 162                | Floris De Tier         | 51°                | 172                                | Sander Armée                       | 81°                                |
| 153                | Sébastien Grignard   | 115°               | 163                | Jimmy Janssens         | 87°                | 173                                | Sean Bennett                       | 107°                               |
| 154                | Tomasz Marczyński    | 135°               | 164                | Xandro Meurisse        | 111°               | 174                                | Simon Clarke                       | 65°                                |
| 155                | Sylvain Moniquet     | 82°                | 165                | Kristian Sbaragli      | 25°                | 175                                | Sergio Henao                       | 28°                                |
| 156                | Stefano Oldani       | R                  | 166                | Ben Tulett             | 12°                | 176                                | Bert-Jan Lindeman                  | R                                  |
| 157                | Tosh Van Der Sande   | 88°                | 167                | Philipp Walsleben      | 108°               | 177                                | Robert Power                       | 90°                                |
| Jumbo-Visma        | Jumbo-Visma          | Jumbo-Visma        | Movistar Team      | Movistar Team          | Movistar Team      | Intermarché-Wanty-Gobert Matériaux | Intermarché-Wanty-Gobert Matériaux | Intermarché-Wanty-Gobert Matériaux |
| N°                 | Ciclista             | Clas.              | N°                 | Ciclista               | Clas.              | N°                                 | Ciclista                           | Clas.                              |
| 181                | Primož Roglič        | 2°                 | 191                | Alejandro Valverde     | 3°                 | 201                                | Jan Bakelants                      | 67°                                |
| 182                | Robert Gesink        | 38°                | 192                | Jorge Arcas            | 121°               | 202                                | Aimé De Gendt                      | 117°                               |
| 183                | Lennard Hofstede     | 83°                | 193                | Iván García Cortina    | R                  | 203                                | Quinten Hermans                    | 14°                                |
| 184                | Paul Martens         | 125°               | 194                | Matteo Jorgenson       | 91°                | 204                                | Maurits Lammertink                 | 79°                                |
| 185                | Sam Oomen            | 37°                | 195                | Enric Mas              | 77°                | 205                                | Lorenzo Rota                       | 39°                                |
| 186                | Christoph Pfingsten  | 129°               | 196                | Gonzalo Serrano        | R                  | 206                                | Kévin Van Melsen                   | 118°                               |
| 187                | Jonas Vingegaard     | 84°                | 197                | Carlos Verona          | 66°                | 207                                | Loïc Vliegen                       | R                                  |
| Team DSM           | Team DSM             | Team DSM           | Gazprom-RusVelo    | Gazprom-RusVelo        | Gazprom-RusVelo    | Sport Vlaanderen-Baloise           | Sport Vlaanderen-Baloise           | Sport Vlaanderen-Baloise           |
| N°                 | Ciclista             | Clas.              | N°                 | Ciclista               | Clas.              | N°                                 | Ciclista                           | Clas.                              |
| 211                | Andreas Leknessund   | 53°                | 221                | Roman Kreuziger        | 47°                | 231                                | Aaron Van Poucke                   | R                                  |
| 212                | Thymen Arensman      | 50°                | 222                | Marco Canola           | 128°               | 232                                | Alex Colman                        | 134°                               |
| 213                | Marco Brenner        | 24°                | 223                | Sergej Černeckij       | 69°                | 233                                | Rune Herregodts                    | 106°                               |
| 214                | Mark Donovan         | 54°                | 224                | Pëtr Rikunov           | R                  | 234                                | Arne Marit                         | R                                  |
| 215                | Chad Haga            | R                  | 225                | Ivan Rovnyj            | R                  | 235                                | Julian Mertens                     | 103°                               |
| 216                | Martijn Tusveld      | 68°                | 226                | Dmitrij Strachov       | 120°               | 236                                | Thomas Sprengers                   | 95°                                |
| 217                | Ilan Van Wilder      | 61°                | 227                | Simone Velasco         | 100°               | 237                                | Aaron Verwilst                     | R                                  |
| Delko              |                      |                    |                    |                        |                    |                                    |                                    |                                    |
| N°                 | Ciclista             | Clas.              |                    |                        |                    |                                    |                                    |                                    |
| 241                | Biniam Girmay        | 101°               |                    |                        |                    |                                    |                                    |                                    |
| 242                | Clément Carisey      | R                  |                    |                        |                    |                                    |                                    |                                    |
| 243                | Alessandro Fedeli    | R                  |                    |                        |                    |                                    |                                    |                                    |
| 244                | Delio Fernández      | 105°               |                    |                        |                    |                                    |                                    |                                    |
| 245                | Mauro Finetto        | 26°                |                    |                        |                    |                                    |                                    |                                    |
| 246                | August Jensen        | 138°               |                    |                        |                    |                                    |                                    |                                    |
| 247                | Mathias Le Turnier   | R                  |                    |                        |                    |                                    |                                    |                                    |